# نولان (نام کوچک)
نولان یک نام کوچک با ریشهٔ ایرلند و به معنی «قهرمان» است.

## افراد با این نام کوچک
- نولان اسمیت (زادهٔ ۱۹۸۸)، بازیکن بسکتبال اهل ایالات متحده آمریکا
- نولان امبامبا (زادهٔ ۱۹۹۵)، بازیکن فوتبال اهل فرانسه
- نولان ایوانز (۱۸۸۵–۱۹۴۸)، بازیکن فوتبال اهل انگلستان
- نولان باشنل (زادهٔ ۱۹۴۳)، کارآفرین اهل ایالات متحده آمریکا
- نولان جرارد فانک (زادهٔ ۱۹۸۶)، بازیگر اهل کانادا
- نولان روکس (زادهٔ ۱۹۸۸)، بازیکن فوتبال اهل فرانسه
- نولان گلد (زادهٔ ۱۹۹۸)، بازیگر اهل ایالات متحده آمریکا
- نولان نورث (زادهٔ ۱۹۷۰)، صداپیشهٔ اهل ایالات متحده آمریکا